# 朱正元
朱正元（1900年—1985年），字善培，男，江苏南京人，中国物理教育家，曾任第三届全国人大代表，第五届全国政协委员。